# Les Clouzeaux
Les Clouzeaux ist eine ehemalige französische Gemeinde mit zuletzt 2.591 Einwohnern (Stand: 2013) im Département Vendée in der Region Pays de la Loire. Sie gehörte zum Arrondissement La Roche-sur-Yon und zum Kanton La Roche-sur-Yon-2 (bis 2015: Kanton La Roche-sur-Yon-Sud). Die Einwohner werden Cluzelien genannt.
Mit Wirkung vom 1. Januar 2016 wurden die Gemeinden Aubigny und Les Clouzeaux zu einer Commune nouvelle mit dem Namen Aubigny-Les Clouzeaux zusammengelegt.

## Geographie
Les Clouzeaux liegt sechs Kilometer südwestlich von La Roche-sur-Yon. Das Umland wird durch die Autoroute A87 erschlossen.

## Geschichte
Beim Aufstand der Vendée standen sich hier am 21. März 1794 in der Schlacht von Les Clouzeaux die republikanischen und die Truppen der Vendée gegenüber. Trotz der zahlenmäßigen Überlegenheit der Republikaner (ca. 2000), gelang es den 800 Mann der Vendée, den Sieg davon zu tragen und den Anführer der Republikaner, General Nicolas Haxo, zu töten.

### Bevölkerungsentwicklung
| Jahr      | 1962  | 1968  | 1975  | 1982  | 1990  | 1999  | 2006  | 2012  |
| Einwohner | 1.088 | 1.068 | 1.630 | 1.848 | 1.960 | 2.107 | 2.401 | 2.585 |

## Sehenswürdigkeiten
- gotische Kirche
- Haus Gautronnière, Renaissancebau
- Schloss La Rochette aus dem Jahre 1909
- Schloss La Générie